# Chanson de Craonne
Das Chanson de Craonne ist ein Antikriegslied aus dem Ersten Weltkrieg.
Das Lied und wurde von einem anonymen Autor getextet. Die Melodie entspricht dem französischen Schlager Bonsoir m'amour aus dem Jahr 1913.
Vermutlich entstand es als Chanson de Lorette (nach der mörderischen Lorettoschlacht von 1915). Das Lied wurde von französischen Truppen gesungen, die nach den verlustreichen Kämpfen der Schlacht an der Aisne im Jahr 1917 in über sechzig der hundert Divisionen der französischen Armee meuterten. Die Meuterei wurde vom damaligen General Henri Philippe Pétain mit aller Härte niedergeschlagen, wobei 554 Soldaten zum Tode verurteilt wurden, von denen aber nur 49 tatsächlich hingerichtet wurden.
Obwohl das Lied umgehend verboten wurde und für die Nennung des Autors die Summe von 1 Million Francs und die sofortige Entlassung aus der Armee versprochen wurde, konnte weder seine Verbreitung unterbunden noch der Autor ermittelt werden. Im Übrigen bestand
das Verbot der öffentlichen Aufführung dieses Liedes in Frankreich bis 1974 fort, weil es angeblich die Ehre der Armee und der Veteranen verletzen würde.
Der französische Schriftsteller Paul Vaillant-Couturier zeichnete die Worte auf und machte sie populär.
In dem Film Mathilde – Eine große Liebe (2004) wird das Lied von einem der Verurteilten gesungen.
In der Schlussszene des Fernsehfilms Der ungebetene Gast (La dette) von Fabrice Cazeneuve (2000) wird der Refrain des Liedes vom Präfekten (André Dussollier) und seinem jungen Referendar (Damien Dorsaz) gesummt.

## Text
Der sinngemäß aus dem Französischen übersetzte Text lautet:
Wenn nach acht Tagen der Urlaub vorbei ist,

geht es wieder in die Gräben.

Unser Platz ist sehr wichtig,

denn ohne uns würde man die Stellung einnehmen.

Aber damit ist Schluss, wir haben genug davon,

niemand will mehr marschieren.

Mit schwerem Herzen,

wie unter Schluchzen verabschiedet man sich vom Zivilleben,

denn ohne Trommeln und Trompeten,

geht man mit hängendem Kopf dort hin.

Refrain:

Leb' wohl Leben, leb' wohl Liebe,

Lebt wohl alle Frauen.

Es ist vorbei, für immer

mit diesem schändlichen Krieg.

Auf der Hochebene von Craonne

müssen wir unsere Haut lassen,

weil wir alle verurteilt sind;

wir sind die Opfer.

Acht Tage im Graben, acht Tage Leiden

aber trotzdem gibt es Hoffnung,

dass heute Abend die Ablösung kommt,

die wir so ungeduldig erwarten.

Dann sieht man in der Stille der Nacht

jemanden sich nähern.

Es ist ein Offizier der Jäger,

die uns ablösen sollen.

Ganz leise werden die kleinen Jäger hier oben im Schatten

und in fallendem Regen ihre Gräber finden.

Refrain

Es tut weh, auf die großen Boulevards zu sehen,

wo sich die großen Herren breit machen.

Für die mag das Leben schön sein,

aber nicht für uns.

Die suchen sich immer neue Druckposten,

damit sie noch mehr Leute in die Gräben schicken können,

die ihren Wohlstand verteidigen, denn wir haben nichts.

Alle unsere Kameraden sind da oben begraben, nur um den

Wohlstand dieser Herren zu verteidigen.

Refrain

Die, die Kohle haben, werden zurückkommen

denn für sie krepieren wir

Aber damit ist Schluss,

weil wir einfachen Soldaten in den Streik treten werden.

Jetzt seid ihr an der Reihe, ihr großen Herren,

da auf die Hochebene zu steigen,

und wenn ihr Krieg wollt,

bezahlt dafür mit eurer Haut.